# Lapeyrouse (Ain)
Lapeyrouse egy település Franciaországban, Ain megyében. Lakosainak száma 337 fő (2022. január 1.). Lapeyrouse Ambérieux-en-Dombes, Birieux, Bouligneux, Monthieux, Saint-Marcel, Sainte-Olive és Villars-les-Dombes községekkel határos.

## Népesség
A település népességének változása:
| Lakosok száma | 183  | 199  | 207  | 286  | 295  | 324  | 316  | 317  | 314  | 337  |
|               | 1968 | 1982 | 1990 | 2006 | 2011 | 2016 | 2017 | 2019 | 2020 | 2022 |